# Кан, Алексей
Алексей Кан (1929, Шкотовский район, Дальневосточный край — 11 декабря 1980, Нукус) — рисовод совхоза «50 лет ВЛКСМ» Нукусского района Каракалпакской АССР, Узбекская ССР. Герой Социалистического Труда (1973). Депутат Верховного Совета Каракалпакской АССР.

## Биография
Родился в 1929 году в крестьянской семье в одном из населённых пунктов Шкотовского района Дальневосточного края. В 1937 году вместе с родителями депортирован в Каракалпакскую АССР.
В 1948 году окончил семилетку в одном из сёл Кунградского района. Трудился рядовым колхозником, звеньевым в колхозе «Чимбай» Чимбайского района.
Позднее работал бригадиром колхоза имени Ворошилова Кегейлийского района (1950—1952), шофёром в судоремонтном заводе в Ходжейли (1952—1954), рядовым колхозником в колхозе имени XXIII партсъезда Шуманайского района (1955—1956), учётчиком в совхозе «Амударья» (1956—1959), рабочим в совхозе имени Бердаха Кегейлийского района (1960—1961), звеньевым в совхозе имени XX партсъезда (1962—1964), звеньевым колхоза «Советская Каракалпакия» Ходжейлийского района (1965),
В 1966 году назначен бригадиром совхоза «50 лет ВЛКСМ» Нукусского района. В 1969 году вступил в КПСС.
В 1973 году бригада Алексея Кана собрала высокий урожай риса. Указом Президиума Верховного Совета СССР от 10 декабря 1973 года «за большие успехи, достигнутые во Всесоюзном социалистическом соревновании и проявленную трудовую доблесть в выполнении принятых обязательств по увеличению производства и продажи государству риса в 1973 году» удостоен звания Героя Социалистического Труда с вручением ордена Ленина и золотой медали «Серп и Молот».
В 1975 году окончил вечернюю десятилетнюю среднюю школу. Руководил бригадой до 1979 года.
Избирался депутатом Верховного Совета Каракалпакской АССР в 1967, 1971 и 1975 годах.
В 1979—1980 годах — бригадир совхоза «Россия» Нукусского района.
Скончался 11 декабря в 1980 году. Похоронен в Нукусе.
Награды
- Герой Социалистического Труда
- Орден Ленина — дважды (1971, 1973)[1]
- Медаль «В ознаменование 100-летия со дня рождения Владимира Ильича Ленина»